# Wolfgang Seguin
Wolfgang Seguin (Burg, 14 september 1945) is een voormalig voetballer uit Oost-Duitsland, die speelde als middenvelder.

## Clubcarrière
Seguin, bijgenaamd Paule, kwam zijn gehele loopbaan uit voor 1. FC Magdeburg. Met die club won hij in 1974 de Europacup II door in de finale, gespeeld in De Kuip in Rotterdam, af te rekenen met het AC Milan van trainer Giovanni Trapattoni: 2–0. Hij nam in die wedstrijd het tweede doelpunt voor zijn rekening.

## Interlandcarrière
Seguin kwam in totaal eenentwintig keer (nul doelpunten) uit voor de nationale ploeg van Oost-Duitsland in de periode 1972–1975. Onder leiding van bondscoach Georg Buschner maakte hij zijn debuut op 27 mei 1972 in de vriendschappelijke wedstrijd tegen Uruguay (1–0) in Leipzig, net als Ralf Schulenberg (BFC Dynamo). Seguin maakte deel uit van de Oost-Duitse selectie die de bronzen medaille won bij de Olympische Spelen in 1972 (München), en nam deel aan het WK voetbal 1974 in buurland West-Duitsland.

## Erelijst
1. FC Magdeburg
- DDR-Oberliga: 1971/72, 1973/74, 1974/75
- FDGB-Pokal: 1963/64, 1964/65, 1968/69, 1972/73, 1977/78, 1978/79
- Europacup II: 1973/74